# Holmvattnet (Ströms socken, Jämtland)
Holmvattnet är en sjö i Strömsunds kommun i Jämtland och ingår i Ångermanälvens huvudavrinningsområde. Sjön har en area på 0,467 kvadratkilometer och ligger 567,3 meter över havet. Sjön avvattnas av vattendraget Svanavattenån.

## Delavrinningsområde
Holmvattnet ingår i det delavrinningsområde (711661-146456) som SMHI kallar för Utloppet av Holmvattnet. Medelhöjden är 577 meter över havet och ytan är 1,17 kvadratkilometer. Räknas de 2 avrinningsområdena uppströms in blir den ackumulerade arean 2,21 kvadratkilometer. Svanavattenån som avvattnar avrinningsområdet har biflödesordning 4, vilket innebär att vattnet flödar genom totalt 4 vattendrag innan det når havet efter 239 kilometer. Avrinningsområdet består mestadels av skog (60 procent). Avrinningsområdet har 0,47 kvadratkilometer vattenytor vilket ger det en sjöprocent på 40 procent.